# Kindliche Plexusparese
Bei der kindlichen Plexusparese, auch geburtsassoziierte (obstetrische) oder geburtstraumatische Plexuslähmung, handelt es sich um eine Verletzung des Armnervengeflechtes (Plexus brachialis) die unter der Geburt entsteht. Die kindliche Plexusläsion stellt mit 0,38–1,56 Fällen auf 1.000 Geburten eine seltene, aber sehr gravierende Komplikation schwieriger Geburten dar. Sie führt zu einer Störung der Armbewegung und -sensibilität unterschiedlicher Ausprägung. Je nach Anzahl der beteiligten Nervenwurzeln und der Schwere der Schädigung ist die Ausprägung der Lähmung umfangreich und langanhaltend. Bei schweren Verletzungen kommt es zu einer dauerhaften Einschränkung der Beweglichkeit des Armes, zu bleibenden Gefühlsstörungen, zu einem veränderten Wachstum der Extremität und zu einer eingeschränkten Gebrauchsfähigkeit mit sekundären psychosozialen Folgen.

## Risikofaktoren und Ursachen
Meist ist die Plexusparese durch eine vermehrte Dehnung des Armnervengeflechtes bedingt und mit einer erschwerten Geburt assoziiert, wenn nach dem zuerst geborenen Kopf sich die kindliche Schulter nicht korrekt einstellt und bei der Geburtshilfe vermehrt Zug auf die Halsregion ausgeübt wird (siehe Schulterdystokie).
Diese Notfallsituation ereignet sich vermehrt bei einem erhöhten Geburtsgewicht des Neugeborenen (Makrosomie, d. h. ein Geburtsgewicht über 4.000 g), dem Einsatz von mechanischen Geburtshilfen (Zange, Vakuum) oder bei einer Notfallsituation wie beispielsweise einer Nabelschnurumschlingung oder einem plötzlichen Sauerstoffmangel des Fötus. Makrosome Föten gehen häufiger mit einem Schwangerschaftsdiabetes der Mutter einher, sodass dieser ebenfalls als Risikofaktor zu werten ist.
In seltenen Fällen kommt es bei Steißlage des Kindes unter einer normalen Entwicklung zu einer Verletzung von einer oder mehreren Nervenwurzeln durch axialen Zug am Rückenmark (Nervenwurzelausrisse bei Steißgeburt). Auch im Rahmen eines Kaiserschnittes kann es durch erhöhte Zugwirkung auf den Hals des rasch zu entwickelnden Föten zu einer Plexusparese kommen.

## Anatomie des Plexus brachialis
Die Anatomie des Plexus brachialis oberhalb des Schlüsselbeines (supraklavikulär) umfasst die fünf Nervenwurzeln C5, C6, C7, C8 und Th1 sowie die hieraus entstehenden drei Nervenstämme (Truncus superior, medius und inferior). Vereinfacht dargestellt vereinigen sich die Wurzeln C5 und C6 zum Truncus superior und versorgen die Schulterbewegung sowie die Ellenbogenbeugung. Die Wurzel C7 setzt sich im Truncus medius fort und versorgt vor allem den Brustmuskel und die Streckung des Ellenbogens. Die Wurzeln C8 und Th1 vereinigen sich zum Truncus inferior. Hierüber erfolgt vor allem die Funktion des Unterarms, Handgelenks und der Finger.

## Ausprägung
Entsprechend der Anatomie wird bei klinischer Betrachtung zwischen der oberen (die Wurzeln C5 und C6 betreffend), der erweitert oberen (zuzüglich C7) und der kompletten Plexusparese (alle Wurzeln sind betroffen) unterschieden. Ganz selten ist der Schaden auf den mittleren Teil des Plexus brachialis zentriert (C7- zentrierte Parese). Eine rein untere Parese mit Beteiligung der Wurzeln C8 und Th1 allein, wie sie bei Erwachsenen bei Unfallverletzungen entstehen kann, ist beim Neugeborenen äußerst selten, bzw. umstritten oder nicht existent.
Das Verletzungsausmaß an den jeweiligen Nervenwurzeln kann aufgrund der unterschiedlichen Zugkraft und unterschiedlicher anatomisch vorgegebener Haltemechanismen (Bandstrukturen) auch von Wurzel zu Wurzel sehr unterschiedlich sein. Mit zunehmender Zugkraft kommt es zunächst zur Dehnung des Nerven (Neurapraxie). Stärkere Belastungen führen zu Einrissen, Durchrissen und schließlich als schwerste Nervenverletzung zum Ausriss von Wurzelanteilen aus dem Rückenmark. Dies stellt die gravierendste Form der Nervenverletzung dar und kann mehrere oder in seltenen Fällen sogar alle Wurzeln betreffen.
Dabei handelt es sich um rückenmarksnahe Verletzungen (Schädigungen des zentralen Nervensystems), die vermehrt bei Steißlage an den Wurzeln C5 und C6 und bei schweren Zugschäden im Rahmen einer kompletten Plexusparese an den unteren Wurzeln C8 und Th1 entstehen.
Eine obere Läsion drückt sich klinisch durch eine Lähmung der Schulter- und Ellenbogenmuskulatur aus, sodass ein betroffener Arm an den Körper herangeführt und innenrotiert darstellt. Die Beweglichkeit der Hand ist normal ausgeprägt. Ist zusätzlich die Wurzel C7 bzw. der Truncus medius betroffen, so ist die Streckung des Ellenbogens und des Handgelenks abgeschwächt.
Bei einer vollständigen Läsion des Plexus brachialis zeigt sich der gesamte Arm komplett paretisch. In besonders ausgedehnten Fällen kann durch eine Mitverletzung der Wurzel C4 der N. phrenicus (Zwerchfellnerv) die Bewegung des Zwerchfells eingeschränkt oder ausgefallen sein. Eine schwere Läsion im unteren Anteil des Plexus brachialis kann durch eine Mitverletzung des Grenzstranges zu einer Horner-Trias (Myosis, Ptosis, Enophthalmus) führen.

## Behandlung

### Physio- und Ergotherapie
Die betroffenen Kinder sollten während allen wichtigen Phasen der Lähmung durch einen erfahrenen Physiotherapeuten betreut werden. In den ersten zehn Lebenstagen wird gelegentlich empfohlen, dass die verletzte Halsregion geschont und der betroffene Arm mit angewinkeltem Ellenbogen am Körper angelagert wird (hierzu reicht oft eine Sicherheitsnadel, mit der der Ärmel am vorderen Oberkörperstoffteil fixiert wird). Die durch Zug verletzten Nerven und das sie umgebende Weichgewebe müssen sich vom Trauma erholen, begleitende Blutergüsse und Schwellungen sollten abklingen- hierzu reicht die unmittelbare Schonung.
Anschließend soll die einsetzende Nervenregeneration durch therapeutische Maßnahmen begleitet werden und auf die alterstypischen Bewegungsmuster hingearbeitet werden. Im deutschsprachigen Raum haben sich bei Kleinkindern die Methoden nach Vojta und Bobath bewährt, wobei eine übermäßige Belastung des Mutter-Kind-Verhältnisses durch zu hohe Verantwortungsübertragung auf die Eltern vermieden werden muss. Wichtig ist bereits in den ersten Lebenswochen, auf eine freie Beweglichkeit des glenohumeralen Gelenkes zu achten, um einer Innenrotationsfehlstellung und einem weiteren Fehlwachstums des Humeruskopfes entgegenzuwirken. Hier haben sich einfache passive Dehnübungen mit einem am Oberkörper angelegten Oberarm in wechselnder Innen und Außenrotation durch den Therapeuten und zuhause durch die Eltern bewährt.
Nach einer operativen Nervenrekonstruktion muss wiederum der fortschreitenden Nervenregeneration Rechnung getragen werden. Die Bewegungserholung beginnt meist frühestens nach vier bis sechs Monaten. Sobald aktive Bewegungen wieder sichtbar werden, kann eine aktive Bewegungsanbahnung wieder ins Übungsprogramm genommen werden und die Verbesserung der Bewegungsmuster fördern.
Nach Sekundäreingriffen, meist Sehnen- bzw. Muskeltransfers, muss neben der allgemeinen Therapie nach einer Ausheilungszeit der Sehnennaht die neue Funktion selektiv „eintrainiert“ werden und der für die neue Funktion umgelagerte Muskel mindestens ein Jahr zum Kraftaufbau animiert werden, da letzterer eine morphologische und physiologische Anpassung an die neue Bewegung durchläuft und erst nach dieser Zeitspanne in seiner besten Form zur Verfügung steht. Bei größeren, kooperativen Kindern sind ergotherapeutische Ansätze (spielerisches Einüben von für den Alltag nützlichen Bewegungsabläufen: Anziehen, Zähne putzen, Haare föhnen) nützlich. Überhaupt ist jede sportliche Aktivität, die den Arm sinnvoll einsetzt, zu fördern (z. B. Ballspiele, Schwimmen).

### Operationsverfahren
Wiederherstellende (rekonstruktive) Eingriffe aus den Fachgebieten der Plastischen- und Handchirurgie, Neurochirurgie und Orthopädie bemühen sich, bei schweren Verletzungen des Plexus brachialis zuerst durch die mikrochirurgische Nervenrekonstruktion und später durch sekundäre sogenannte motorische Ersatzoperationen die allgemeine motorische und sensible Funktion der betroffenen oberen Extremität nach bester Art wiederherzustellen, wobei eine beeinträchtigungsfreie Erholung nie gelingt.

#### Frühzeitige Nervenrekonstruktion
Sind die Nerven sehr stark verletzt, gerissen und/oder Nervenwurzeln ausgerissen, so wird im Rahmen von frühen Nerveneingriffen in den ersten Lebensmonaten versucht, die Kontinuität funktionierender Nervenbahnen so gut wie möglich wiederherzustellen. Dabei erfolgt die Diagnosesicherung bei den Kleinkindern im Wesentlichen durch die Beobachtung der Bewegungsverbesserung in den ersten drei bis neun Lebensmonaten. Selten werden elektrophysiologische Zusatzuntersuchungen oder eine Bildgebung (MRT, MyeloCT) hinzugezogen; letztere erlauben auch nur Hinweise auf Nervenwurzelausrisse. Bei schweren kompletten Plexusparesen sollte innerhalb der ersten drei Lebensmonate über die chirurgische Therapie entschieden werden, bei Teilparesen ist ein Zeitraum bis zu etwa neun Lebensmonaten zulässig.
Im operativen Eingriff werden durch die Neurolyse Vernarbungen um die Nerven und innerhalb der äußeren Gewebeschichten der Nervenleitbahnen entfernt, in der Hoffnung, dadurch die elektrische Leitfähigkeit der Nervenbahnen zu verbessern. Sind Nervenwurzeln oder -stämme gerissen, können neue Nervenverbindungen (Koaptationen) nach Resektion der vernarbten Verletzungsstümpfe entweder durch eine direkte Naht der Nervenenden oder durch Interposition von unverletzten Nervenstücken hergestellt werden. Spendernerven werden an anderer Körperstelle des betroffenen Kindes entnommen, ohne dass ein wesentlicher Funktionsausfall resultiert. Hierzu werden in der Regel sensible Nerven am Unterschenkel (N. suralis), Unterarm oder sensible Nerven am Halsdreieck entnommen.
Sind Nervenwurzeln ausgerissen, ist die Verbindung zum Rückenmark unwiederbringlich verloren. Dann müssen die abgetrennten Nervenbahnen durch Umleitung anderer Nervenspender oder durch ein Zusammenlegen auf verbleibende Nervenwurzelstümpfe reinnerviert werden. Kann eine Rekonstruktion durch die Naht der betroffenen Nerven des Plexus brachialis erfolgen, so spricht man von einer intraplexischen Rekonstruktion. Werden Nerven außerhalb des Plexus brachialis transferiert, so handelt es sich um eine extraplexische Rekonstruktion. Hier handelt es sich um motorische Hirnnerven (N. accessorius), Interkostalnerven, in seltenen Fällen Nerven des gesunden Armes (kontralateraler Transfer).
Seit einigen Jahren haben sich Nerventransfers etabliert, wobei zur Besetzung wichtiger motorischer Zielfunktionen gesunde motorische Nervenfaszikel aus unverletzten Stammnerven der Region umgeleitet werden. Beispiele sind die Wiederherstellung der Ellenbogenbeugung durch motorische Faszikel aus dem N. ulnaris und/oder N. medianus (Oberlin-Transfer) oder der Schulterabduktion durch motorische Anteile aus dem Nervus radialis (Somsak-Transfer).

#### Sekundäre Korrektureingriffe
Im weiteren Verlauf nach der primären Versorgung durch Operationen an den Nerven kann bei Bedarf durch Sehnen- bzw. Muskelumlagerungen eine Funktionsaufwertung erfolgen. Wichtige Voraussetzungen sind ein frei bewegliches Gelenk sowie ein kräftiger entbehrlicher Spendermuskel. Bei diesen Eingriffen kommt es auf eine umfassende Muskellösung mit Erhalt des Gefäß-Nerven-Bündels an (die intakte Durchblutung und motorische Nervenversorgung sind für die weitere Funktion des verlagerten Muskels unabdingbar). Außerdem muss die Muskelumlagerung in Richtung der Zugrichtung der Zielfunktion geschehen und auf eine gute Sehnenendfixierung (in eine Sehne oder direkt in den Knochen) geachtet werden.
Für alle Gelenke stehen verschiedene Umlagerungen mit mehr oder weniger gutem Funktionsgewinn zur Verfügung. Jeder Muskeltransfer muss postoperativ mindestens ein Jahr physiotherapeutisch begleitet werden. Eine Besonderheit stellt die stufenweise Korrektur der Innenrotationskontraktur des Schultergelenkes dar.

## Schulterkontraktur und glenohumerale Fehlentwicklung
Wenn gegenläufige Muskelgruppen an einem Gelenk durch eine in den einzelnen Muskeln unterschiedlich ausgeprägte Lähmung ein nicht ausgeglichenes Kräfteverhältnis einrichten, werden die knöchernen Gelenkpartner verformt. Bei der kindlichen Plexusparese sind die verschiedenen Gelenke der oberen Extremität unterschiedlich stark betroffen. An der Schulter kommt es durch die unterschiedliche Erholung der innen- und außenrotierenden Muskeln zu einer Fehlstellung des Humeruskopfes in Innenrotation, wobei die Gelenkkapsel schrumpft, die Beweglichkeit des glenohumeralen Gelenkes eingeschränkt wird und der Humeruskopf sich zunehmend nach hinten verlagert. Er nimmt damit eine dorsale, exzentrische Position ein und die kleine Gelenkwanne des Schulterblattes verformt sich mit einer hinteren Ausziehung und vorderen Verkümmerung. Das sich so progressiv und nachhaltig verformende Gelenk (glenohumerale Dysplasie) wird aufgrund des biomechanisch ungünstigen Kräfteverhältnis anfälliger für Verschleißerscheinungen (Omarthrose). Auch am Ellenbogen und im Handgelenk kann es zu Gelenkveränderungen kommen: Auskugeln des Speichenköpfchens, Ellenbogengelenkkontraktur, vermindertes Wachstum des Ellenköpfchens mit seitlicher Abweichung des Handgelenkes.
Insbesondere die Innenrotationskontraktur der Schulter erfordert eine konsequente Behandlung durch frühzeitige Dehnübungen und ggf. eine chirurgische Stufentherapie (Botulinumtoxin-Behandlung des innenrotierenden M. subscapularis, Gipsruhigstellung in Außenrotation nach manueller Reposition des Gelenkes in Außenrotation, Neuansteuerung des für die aktive Außenrotation zuständigen N. suprascapularis, operative Schulterlösung, Muskelverlagerung zur Verstärkung der aktiven Außenrotation der Schulter).

## Allgemeine Hinweise
Neben der konservativen und operativen Behandlung sind für die Eltern und betroffenen Kinder viele allgemeine Hinweise zur Lebensführung, juristischen Aufarbeitung und zum progressiven Einleben in unsere Umwelt hilfreich. Es ist unbedingt wichtig, das Kind nicht auf seine veränderte Motorik zu reduzieren oder bei seinen Bemühungen im Sport durch leistungsorientierte Bewertung zu demotivieren: In Kindergarten und Schule müssen alle berücksichtigen, dass eine Armlähmung Nutzen und Bewegungsausmaß des Armes individuell einschränken und demnach von der Willkür nicht beeinflussbare unveränderbare körperliche Merkmale sind, die nicht Benotungsgegenstand sein dürfen. Außerdem führt die verringerte Funktion auf Dauer zu einer relativen Vernachlässigung (Neglect) des Armes, zu einem veränderten und mitunter „gestörten“ Körperbild und Selbstwertgefühl, das sich gerade in der Pubertät nachteilig bzw. belastend auswirken kann.
Auch wenn es keine medizinisch begründeten Einschränkungen bei Sport gibt, so ist der Arm nur begrenzt belastbar und kräftig. Dies kann Auswahl der Sportarten, Leistungsdauer und natürlich auch die Berufswahl erheblich beeinflussen.

## Prognose
Die Entwicklung ist individuell und orientiert sich an der Verletzungsschwere (Anzahl und Schwere der Nervenwurzelverletzungen, insbesondere Anwesenheit von Wurzelausrissen), dem Umfang der mikrochirurgischen Nervenrekonstruktion, an begleitenden Wachstumsstörungen, der Art und Anzahl der Sekundäreingriffe, aber auch der physiotherapeutischen Betreuung, und dem Einfluss anderer Krankheiten, insbesondere auch dem kindlichen Übergewicht.

## Diskussionspunkte
Weder in der Entstehung, Diagnosesicherung noch der konservativen und operativen Behandlung besteht absolute Einigkeit. Medizinisches Wissen ist im Fluss und verschiedene Ansichten von Eltern und Chirurgen führen zu durchaus individuellen Behandlungsplänen und Endresultaten. Auch der Stellenwert physiotherapeutischer Maßnahmen (und ihrer Vergütung) wird unterschiedlich diskutiert. Entscheidungen bezüglich einer Nervenrekonstruktion müssen aufgrund des zunehmenden Muskelschwundes in den ersten Lebensmonaten gefällt werden, sind aber bezüglich des Zeitschemas und der genauen Operationsschritte behandlerspezifisch. Ähnlich ist es bei der Auswahl der Sekundäreingriffe. Wie sich die Plexusparese auf das weitere Leben auswirkt, ist nur lückenhaft untersucht und Gegenstand eines regelmäßigen Gedankenaustauschs zwischen Eltern, Betroffenen und Therapeuten.
Die juristische Auseinandersetzung um die Verantwortung und Rechtsfolgen beim Auftreten einer Plexusparese ist sehr komplex. Stellt sich die Verursachung als behandlungsfehlerhaft dar, können daraus Schmerzensgeld und Schadensersatzansprüche entstehen. Sie können erheblich sein, weil sie Folgekosten und das Leiden für das gesamte restliche Leben kompensieren sollen. Ein Behandlungsfehler liegt etwa bei der Anwendung des absolut kontraindizierten Kristeller-Handgriffs bei bestehender Schulterdystokie vor. Aufgrund der Besonderheiten des Arzthaftungsrechts kann jedoch nicht gesagt werden, dass jede geburtstraumatische Plexusparese zwangsläufig einen Fall der Arzthaftung nach sich zieht.

## Differentialdiagnostik
Abzugrenzen ist die geburtstraumatische Epiphyseolysis capitis humeri.